# Макоше (Жупа-Дубровацька)
42°39′ пн. ш. 18°11′ сх. д. / 42.65° пн. ш. 18.18° сх. д.
Макоше (хорв. Makoše) — населений пункт у Хорватії, у Дубровницько-Неретванській жупанії у складі громади Жупа Дубровацька.

## Населення
Населення за даними перепису 2011 року становило 168 осіб.
Динаміка чисельності населення поселення: